# Paralelo 61 S
O Paralelo 61S é um paralelo no 61° grau a sul do plano equatorial terrestre.

## Dimensões
Conforme o sistema geodésico WGS 84, no nível de latitude 61° S, um grau de longitude equivale a 54,11 km; a extensão total do paralelo é portanto 19.479 km, cerca de 49 % da extensão do Equador, da qual esse paralelo dista 6.765 km, distando 3.236 km do polo sul.

## Cruzamentos
O paralelo 61 S não cruza terra firme. Passa bem próximo ao extremo norte das Ilhas Cornwallis e da Ilha Elefante no arquipélago das Ilhas Shetland do Sul. Ao norte, as terras mais próximas ficam na Ilha Laurie, nas Ilhas Órcades do Sul (a 32 km - 60° 43' S)